# يوروكوربس
الفيلق الأوروبي ( يوروكوربس ) هو فيلق عسكري دولي يضم مقره حوالي 1000 جندي متمركزين في ستراسبورغ ، الألزاس، فرنسا. تم تأسيس مقر الفيلق في مايو 1992، وتم تنشيطه في أكتوبر 1993 وأعلن تشغيله في عام 1995. نواة القوة هي اللواء الفرنسي الألماني الذي تأسس عام 1987. معاهدة ستراسبورغ، الموقعة في عام 2004، أعطت الفيلق الأساس القانوني الرسمي عندما دخلت حيز التنفيذ في 26 فبراير 2009.
لم يتم إنشاء الفيلق الأوروبي حاليًا على مستوى الاتحاد الأوروبي (يشار إليه باسم سياسة الأمن والدفاع المشتركة، CSDP) ؛ فهو على سبيل المثال ليس مشروعًا للتعاون المنظم الدائم (PESCO) التابع لـ CSDP. ومع ذلك، قد يساهم الفيلق الأوروبي في تنفيذ CSDP، عندما تتاح كقوة متعددة الجنسيات وفقًا للمادة 42.3 من معاهدة الاتحاد الأوروبي (TEU).

## الدول المشاركة
الدول الأعضاء: 
- بلجيكا – since 1993
- فرنسا – since 1992
- ألمانيا – since 1992
- لوكسمبورغ – since 1996
- إسبانيا – since 1994

الدول المنتسبة:
- اليونان – since 2002
- إيطاليا – since 2009
- بولندا – since 2002
- رومانيا - since 2016
- تركيا – since 2002

الدول المرتبطة السابقة:
- النمسا – 2002-11
- كندا – 2003-07
- فنلندا – 2002-06